# Ramon Pou i Rius
Ramon Pou i Rius (Vic, Osona, 1928 - Vic, 2012). Cursà teologia al Seminari de Vic. Amplià estudis d'humanitats a la Universitat de Comillas (1946-1950), de filosofia i teologia a la Pontifícia Universitat Gregoriana (1950-1957) i a la Universitat de Múnic (1958-1969). A Roma defensà la tesi de la filosofia Mètode filosòfic en els pensadors renaixentistes de la Corona d'Aragó. De retorn a Vic inicià la publicació dels volums Visquem l'any litúrgic (publicats per la impremta Anglada, 1961-1963) i Vetlla de pregària per a la nit del Dijous Sant (també a Anglada, 1963). A partir de 1963 va ser professors de teologia dogmàtica de litúrgia i de pastoral al Seminari de Vic. Amb la creació del Seminari Interdiocesà de Catalunya passà a ensenyar a la Facultat de Teologia de Catalunya, on actualment és professors de Simbologia cristiana. És president de l'Associació de Teòlegs Catalans. A més d'una quarantena d'articles sobre eclesiologia i pneumatologia, és autor de diversos llibres de teologia, com ara Nuestro misterio (1961), Iguals en la fe. Cosmovisió eclesial (1989) i Creador i creatura. La sacramentalitat de l'Univers. (1996)